# Élodie Guezou
Œuvres principales
Attentat Artistique
Emilie Jolie
Cadavres Exquis
Moi, Corinne Dadat
Wild Side Story
Élodie Guézou est une artiste de cirque, comédienne, danseuse et chanteuse française née en novembre 1987 à Caen.

## Biographie
Chanteuse pour le groupe Kitoslev à l'âge de 19 ans, Elodie se forme par la suite au métier de comédien au Centre Méthod Acting Center. Dès lors elle travaillera pour de nombreux clips, films, publicité et pièces de théâtre.
En 2012, elle suit la formation professionnelle d'artiste de cirque au Centre Régional des Arts du cirque de Lomme-Lille comme équilibriste sur les mains et contorsionniste.
Depuis elle travaille avec des compagnies de cirque, danse, et théâtre contemporain en tant qu'artiste interprète. 
En 2017, elle devient directrice artistique de la compagnie AMA. Elle y développe le projet Cadavre exquis, dont la première représentation est prévue pour 2020. Cadavre exquis est un solo pour une interprète (Élodie Guézou) et 12 metteurs en scène sur le modèle du jeu portant le même nom.
Depuis 2017, elle interprète plusieurs rôles lors de la tournée du conte musical Émilie Jolie de Philippe Chatel, mis en scène par Laurent Serrano,,,. Elle enregistre l'album d'Émilie Jolie en 2018 et chante sur les morceaux du raton laveur, du petit cailloux et des baleines de parapluie.

## Spectacle vivant
Théâtre
- 2010 : Roméo et Juliette in the West Side, mise en scène de Marianne Jamet et Gilles Langlois : Juliette
- 2010 : Naissance de Karen Brody : Nathalie
- 2014 : Moi, Corinne Dadat[6], mise en scène Mohamed El Khatib
- 2016 : Wild Side Story, mise en scène de Philippe Freslon : Juliette
- 2017 : Cocktail Party, mise en scène d'Alexandre Pavlata

Comédie musicale
- 2017 : Émilie Jolie de Philippe Chatel, mise en scène de Laurent serrano, directeur musical Philippe Gouadin : le Cailloux

Opéra
- 2015 : Dido and Æneas, mise en scène de Julien Lubek et Cécile Roussat, direction musicale Vincent Dumestre

Danse
- 2014 : Femme en chantier, chorégraphe de Lisie Philip
- 2016 : La Radieuse, chorégraphe d'Ali Salmi
- 2016 : In Arbor, danse verticale dans les arbres, du Collectif Non Identifié

Cirque
- 2013 : Solos, d'Élodie Guézou et Éloïse Rignon
- 2014 : V850, mise en scène de Christophe Chatelain et Sylvie Faivre
- 2015 : Attentat artistique, du Collectif Non identifié, mise en rue d'Élodie Guézou

## Filmographie

### Télévision
- 2015 : Les Petits Meurtres d'Agatha Christie (épisode Le Cheval pâle) : la contorsionniste

### Courts métrages
- 2016 : Un nez rouge pour Marianne, d'Olivier Mathieu : Marianne
- 2012 : The Hourglass, de Quentin Caffier : clown
- 2011 :  Amour Amour, d'Augustin Bayle : Sharon
- 2010 : Le Con, la Belle, et la Brute, d'Akaum Erechssubed : la Belle
- 2010 : L’Eternelle Idole, d'Antonio Amaral : Rose
- 2009 : Camille-La rédemption, de Frédéric Bouffety et Erick Serdinoff : Camille
- 2009 : Mes chères études, de Matthias Castegnaro : Laura

### Clips
- 2016 : Je cherche à m'endormir de JIMM, réalisation Matthias Castegnaro
- 2015 : Coca N'Bourbon de la MZ, réalisation Matthias Castegnaro
- 2014 : A l'intérieur du groupe JIMM, réalisation Matthias Castegnaro
- 2013 : All I want de Out Cold, réalisation Jamie Harley

## Discographie
- 2018 : Émilie Jolie de Philippe Chatel : la chanson du petit caillou, les baleines de parapluie, le raton laveur, chanson du début de la fin, chanson de la petite fille dans la chambre vide
- 2010 : Winterz[7], en duo avec Esarc (B.A.G.I.) sur Split Together
- 2008 : Nous sommes tous reliés (1re version) : Kitoslev

## Performances
- 2011 : Troisième Passacaille, performance photo-chorégraphique avec Franck Olivas
- 2011 : Essence de souffle, avec Franck Olivas